# Rue du Général-Camou
La rue du Général-Camou est une voie du 7e arrondissement de Paris, en France.

## Situation et accès
La rue du Général-Camou est une voie publique située dans le 7e arrondissement de Paris. Elle débute au 22-26 bis, avenue Rapp et se termine au 33, avenue de La Bourdonnais.
Située juste à l'est du Champ-de-Mars et de la tour Eiffel, elle est longue de 127 mètres sur un axe ouest-sud-ouest/nord-nord-est. 
Elle est desservie par la ligne C du RER à la gare du Pont de l'Alma.
Une école municipale occupe toute la longueur du côté sud de la rue tandis que le côté nord est occupé par quatre immeubles haussmanniens et un immeuble des années 1960, bâti à la place des anciens entrepôts des Grands Magasins du Louvre.

## Origine du nom

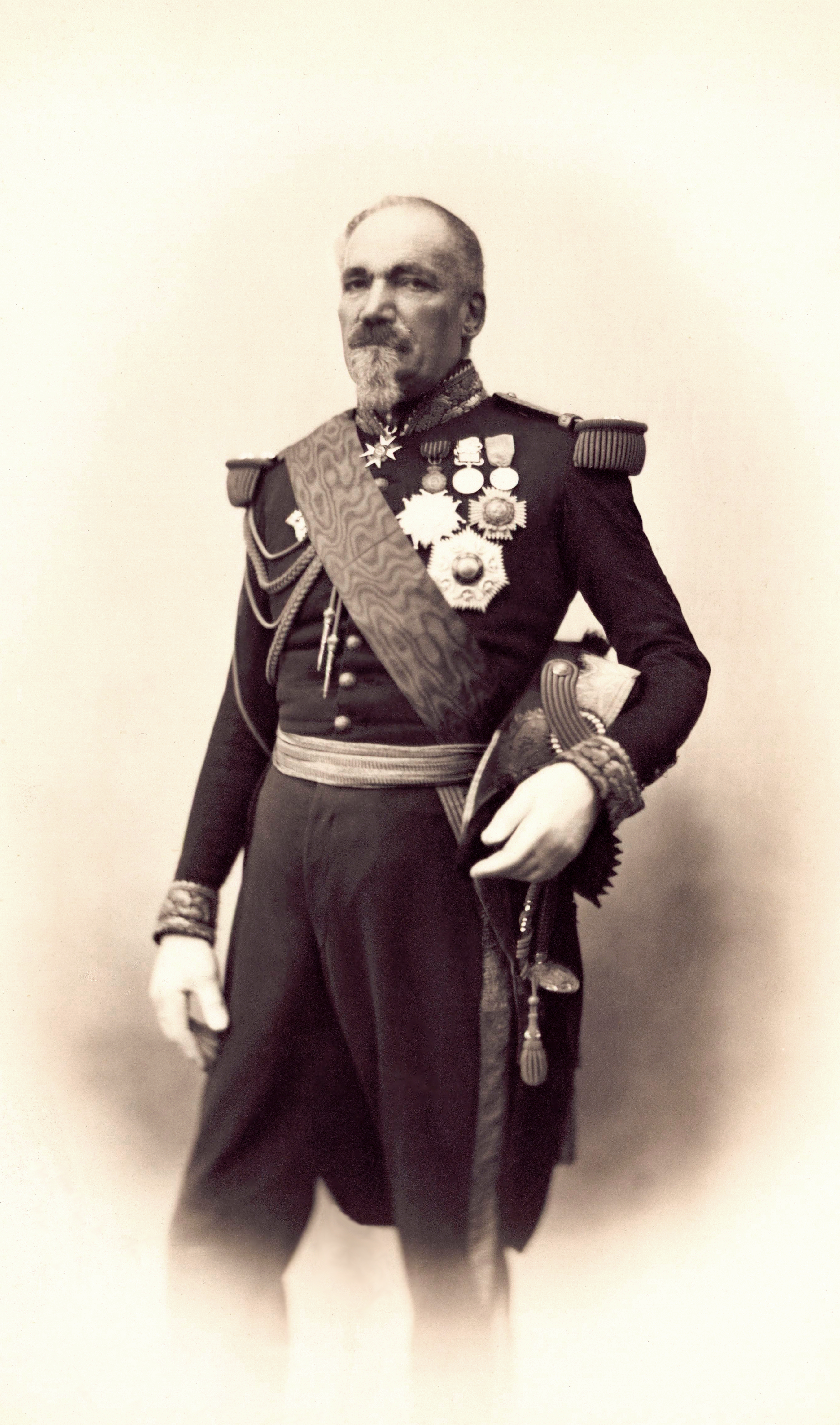
Jacques Camou.

La rue est nommée d'après le général Jacques Camou (1792-1868) qui commence sa carrière comme engagé militaire dans les armées napoléoniennes, à l'âge de 16 ans, se distingue ensuite lors de la conquête de l'Algérie et finit comme général et sénateur du Second Empire.

## Historique
Elle est ouverte en 1868, sous le nom de « rue Camou », sur les terrains acquis en 1857 par la Ville de Paris au comte de Monttessuy, :

« Napoléon, etc., 

Sur le rapport de notre ministre secrétaire d’État au département de l'Intérieur,
Vu l'ordonnance du 10 juillet 1816 ;
vu les propositions de M. le préfet de la Seine ;
Avons décrété et décrétons ce qui suit :
Article 3. — Les deux rues ouvertes entre les avenues Rapp et de La Bourdonnaye prendront : 
la première, située au nord, le nom de rue Desgenettes ;
la deuxième, située au sud, celui de « rue Camou ».
etc.
Article 17. — Notre ministre secrétaire d'État au département de l'Intérieur est chargé de l'exécution du présent décret.
Fait au palais de Fontainebleau, le 10 août 1868. »
Avant l'arrêté du 29 septembre 1967 qui lui donne le nom de « rue du Général-Camou », cette rue s'appelait simplement « rue Camou ». Mais à la suite d'une demande de la Poste, pour éviter la confusion avec une autre rue de Paris au nom très proche, elle fut renommée « rue du Général-Camou ».

## Bâtiments remarquables et lieux de mémoire
- No 1 : bâtiment scolaire ancien. À l'ancienne entrée « école de garçons » se trouve une école élémentaire mixte ; à l'ancienne entrée « école de filles » se trouve le lycée professionnel public Gustave-Eiffel.
- No 6 : immeuble construit entre 1956 et 1959 par l'architecte Jean Ginsberg.
- No 10 : Bibliothèque américaine de Paris.

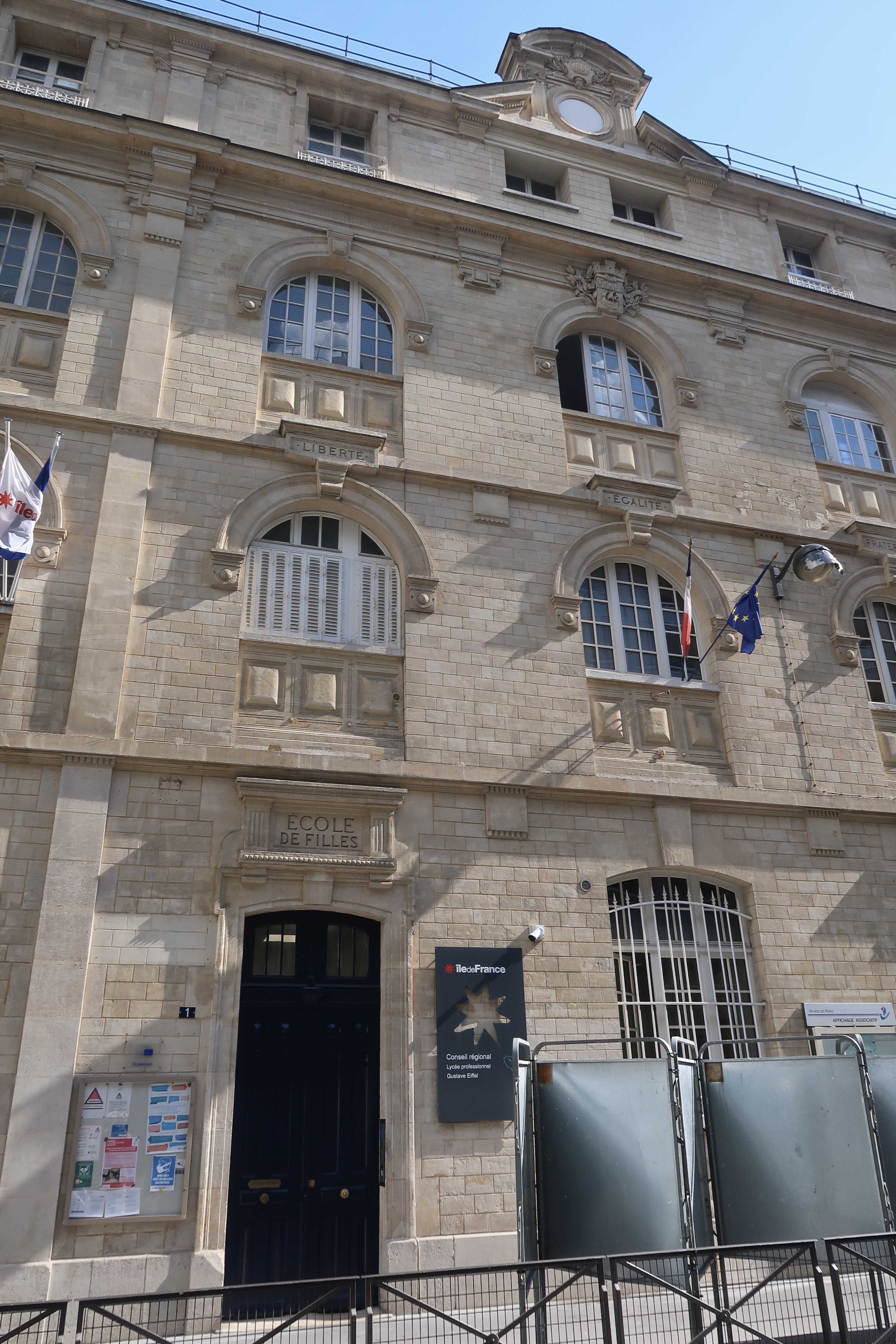
No 1.
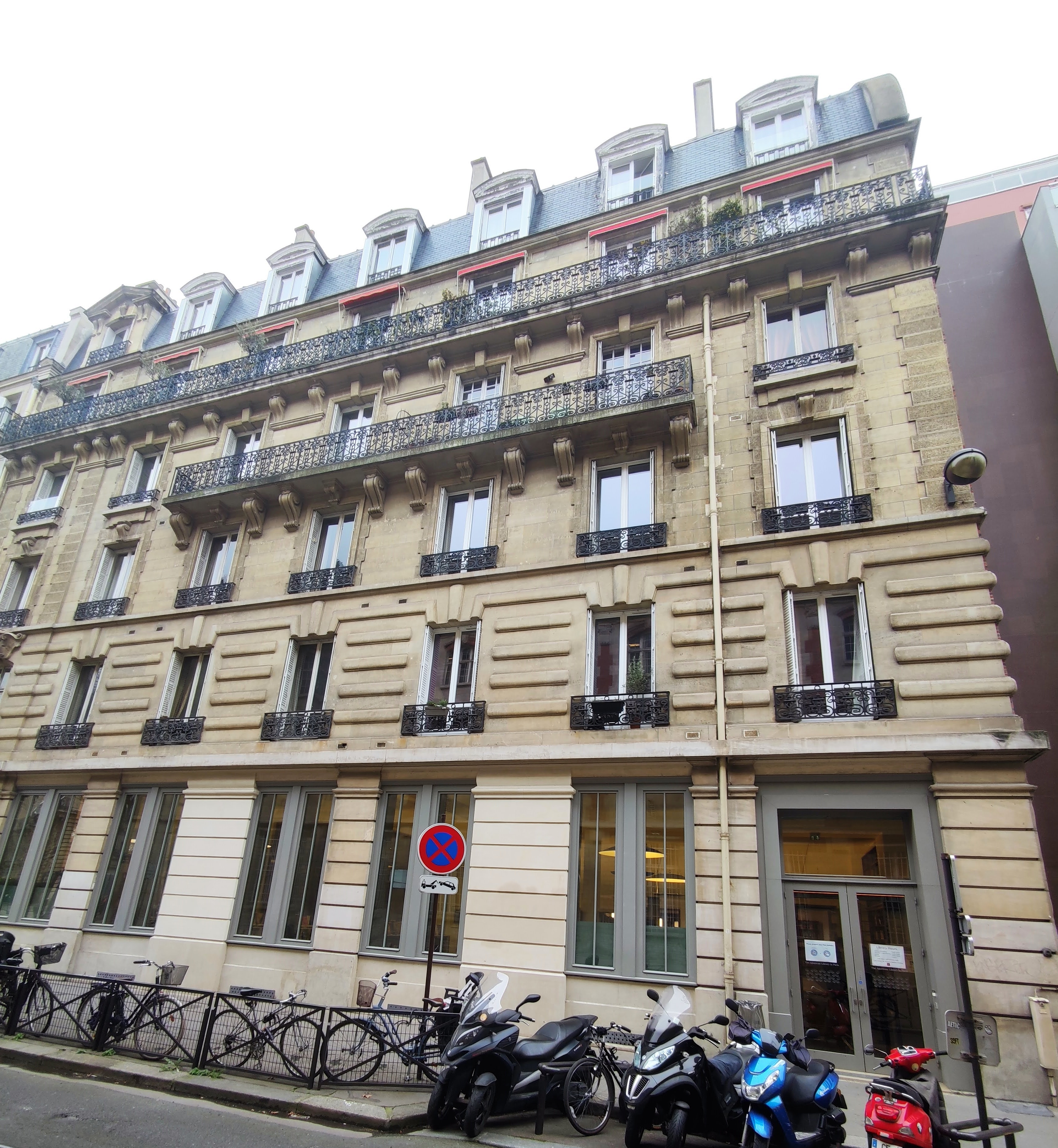
No 10.